# Фанні Каплан
Фанні Юхимівна Каплан (Фейга Хаїмівна Ройтблат, 10 лютого 1890, Новичі, Заславський повіт, Волинська губернія — 3 вересня 1918, Москва) — учасниця російського революційного руху, член партії есерів. В офіційній радянській історіографії відома як виконавиця замаху на життя Леніна.
У різних джерелах згадується під іменами Фанні, Фаня, Дора і Фейга, по батькові Юхимівна, Хаїмівна і Файвелівна, прізвищами Каплан, Ройда, Ройтблат і Ройдман.

## Життєпис
Фейга Хаїмівна Ройтблат-Каплан народилася в родині вчителя (меламеда) єврейської початкової школи (хедера) Хаїма Ройдмана.
Під час революції 1905 р. Каплан долучилася до анархістів, в революційних колах її знали під ім'ям «Дора». У 1906 готувала терористичний акт в Києві на місцевого генерал-губернатора Сухомлинова. Під час підготовки до теракту, який готував Віктор Гарський (він же — Яків Шмідман) в номері готелю «Купецький» (вул. Волоська, 29) в результаті необережного поводження спрацював саморобний вибуховий пристрій, Каплан була поранена і частково втратила зір, після чого при спробі покинути місце події була затримана поліцією (Гарський зник).
Характеристика Фанні виглядає так: єврейка, 20 років, без певних занять, особистої власності не має, при собі грошей один карбованець. Військово-польовий суд в Києві засудив її до страти, але через неповноліття Каплан вирок було замінено на довічну каторгу в Акатуйській каторжній в'язниці.
До 1917 Каплан перебувала на каторзі, де познайомилася з відомою діячкою революційного руху Марією Спиридоновою, під впливом якої її погляди змінилися від анархістських до есерівських.
За час перебування на каторзі не написала жодного прохання про помилування.

## Замах на Леніна
30 серпня 1918 на заводі Міхельсона в Замоскворецькому районі Москви відбувся мітинг робітників. На ньому виступав В. І. Ленін. Після мітингу у дворі заводу він був поранений кількома пострілами.
Каплан була заарештована поряд, на трамвайній зупинці на Великій Серпухівській вулиці. Робітникові Іванову, який її заарештував, заявила, що це вона стріляла в Леніна. За словами Іванова, на питання, за чиїм наказом це було зроблено, вона відповіла: «за пропозицією соціалістів-революціонерів. Я виконала свій обов'язок з доблестю і помру з доблестю». При обшуку у Каплан виявили браунінг № 50489, залізничний квиток, цигарки, записну книжку і дрібні особисті речі.
Фанні Каплан була розстріляна без суду на четвертий день після замаху о 16:00 у дворі авто-бойового загону імені ВЦВК (за аркою корпусу № 9 Московського Кремля) за усною вказівкою Голови ВЦВК Свердлова. Під шум заведених автомобілів наказ виконав комендант Кремля, колишній балтійський матрос П. Д. Мальков у присутності відомого пролетарського поета Дем'яна Бідного. Тіло заштовхали в бочку з-під смоли, облили бензином і спалили біля стін Кремля.